# Mimnermos z Kolofonu
Mimnermos, Μίμνερμος (630–600 p.n.e.) – grecki poeta żyjący w VII wieku p.n.e. w Azji Mniejszej w jońskim Kolofonie. 
Wiedza o nim pochodzi wyłącznie z zachowanych fragmentów jego wierszy. Tworzył elegie miłosne. W lirykach ubolewał nad krótkotrwałością życia.